# Снігар монгольський
Снігар монгольський (Bucanetes mongolicus) — вид горобцеподібних птахів родини в'юркових (Fringillidae), що мешкає в пустелях і напівпустелях від Східної Туреччини до Центральної Азії.

## Опис

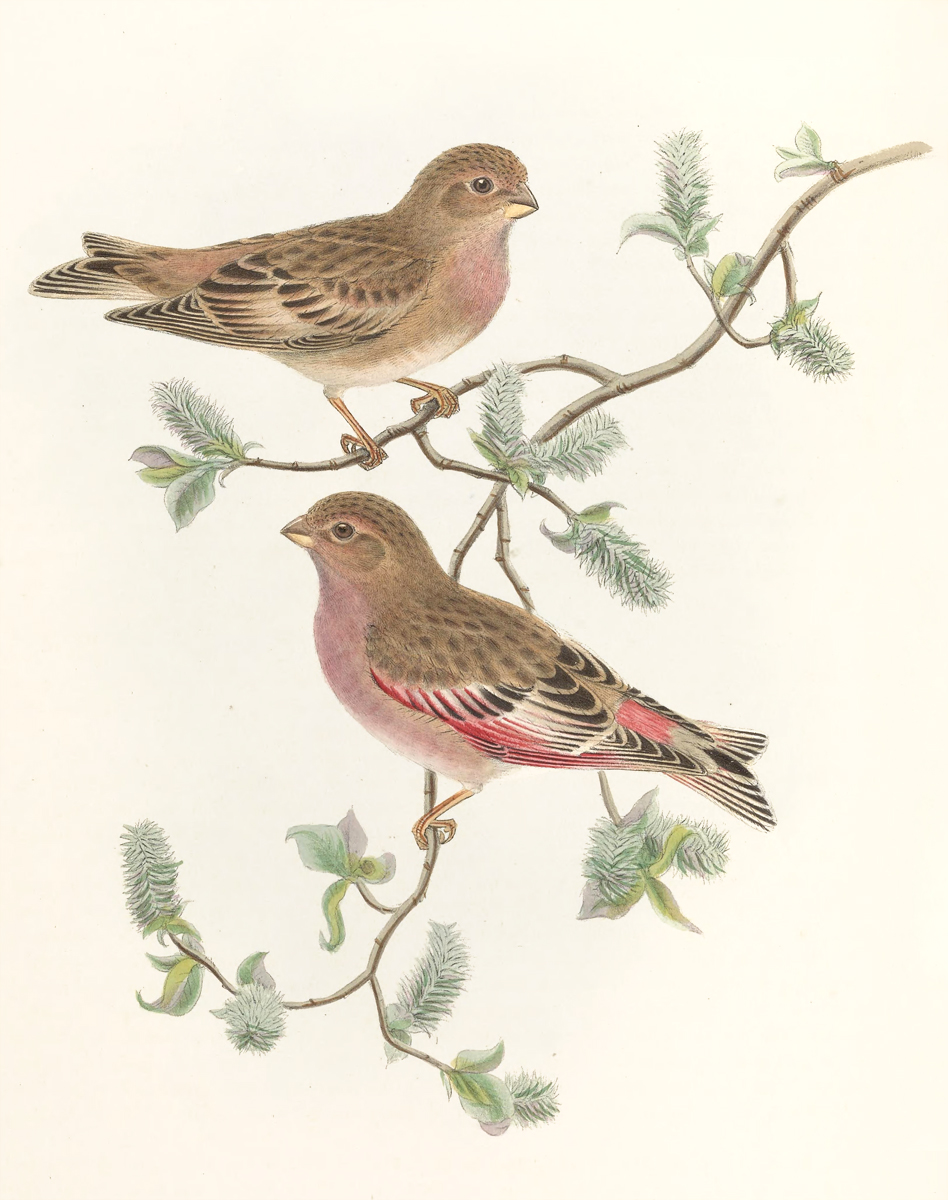
Ілюстрація

Довжина птаха від 11,5 до 15 см, вага 18–26 г. Голова велика. Дзьоб короткий товстий конічний від світло-жовтого до сіро-коричневого. Крила подовжені. Верх піщано-коричневий, слабо смугастий. Низ коричнево-сіруватий. Горло і бічні частини шиї трохи світлішого кремового забарвлення. Під час сезону розмноження самці мають рожеве оперення на обличчі та нижній частині, з великими білими та рожевими ділянками на крилах, малюнок також присутній, але менш помітний поза сезоном розмноження.

## Поширення
Мешкає в пустелях і напівпустелях від Східної Туреччини до Центральної Азії: Афганістан, Азербайджан, Китай, Індія, Іран, Киргизстан, Монголія, Непал, Росія, Таджикистан, Туреччина, Узбекистан, Вірменія, Казахстан.
Населяє гірські та передгірні, посушливі, безлюдні та напівпустельні ділянки зі схилами, скелями, осипами, ярами та крутими долинами, а також відкриті кам'янисті, піщані ділянки з трав'янистими ділянками або низькими чагарниками (наприклад, Карагана). Також іноді трапляється на околицях альпійських лугів і культурних полів. Він займає подібні місця проживання на менших висотах поза сезоном розмноження.

## Спосіб життя
У раціоні переважно дрібне насіння. Також пташка споживає бруньки та пагони. Вид осілий, але також здійснює міграційні переміщення на короткі відстані та висоту. Часто трапляється невеликими зграями. Мало боїться людей.

## Розмноження
Розмножується з середини квітня до кінця липня або серпня. Пташка відкладає чотири-шість яєць. Гніздо має пухку основу з гілок, стебел рослин, пуху і волокон, листя, трави та шерсті тварин. Зазвичай гніздо поміщають у неглибоку западину на землі, під низьким кущем чи травою, на схилі осипи, між скелями чи валунами, у щілині чи ніші в скелі чи скелі, або в стіні будівлі, колодязя, руїні.